# 乌明县
乌明县，又譯幽冥縣，是越南金甌省下辖的一个县。面积774.14平方千米，2017年总人口102097人。

## 地理
乌明县西临泰国湾，东接太平县，南接陈文泰县，北接坚江省安明县。

## 历史
1978年12月29日，明海省增设乌明县等6县，乌明县下辖1市镇20社。
1979年7月25日，阮霹社析置阮霹A社、阮霹B社和乌明市镇，庆安社析置庆明社和庆协社，庆林社析置庆会社、庆新社、庆进社和庆和社。
1991年2月2日，庆协社、庆明社并入庆安社，阮霹A社、阮霹B社并入阮霹社，庆会社、庆新社并入庆林社。
1996年11月6日，明海省重新分设为薄寮省和金瓯省，乌明县划归金瓯省管辖。
2003年4月22日，庆林社析置庆会社。
2009年6月4日，庆和社析置庆顺社。

## 行政区划
乌明县下辖1市镇7社，县莅乌明市镇。
- 乌明市镇（Thị trấn U Minh）
- 庆安社（Xã Khánh An）
- 庆和社（Xã Khánh Hòa）
- 庆会社（Xã Khánh Hội）
- 庆林社（Xã Khánh Lâm）
- 庆顺社（Xã Khánh Thuận）
- 庆进社（Xã Khánh Tiến）
- 阮霹社（Xã Nguyễn Phích）

## 经济
乌明县经济以农业、渔业为主，特别是小虾教养场。乌明县庆安社有天然气 - 发电站 - 化肥大工程。

## 环境
乌明下国家公园坐落在乌明县。